# Centro Especializado Nossa Senhora d' Assumpção
O Centro Especializado Nossa Senhora D’Assumpção (CENSA) é um local para atendimentos clínicos, cuidados básicos e um espaço para ser e conviver. Sua missão é atender as necessidades da pessoa com deficiência e da sua família, assegurando-lhes qualidade de vida e uma educação socializadora. Foi fundado em agosto de 1964, na cidade de Betim no estado de Minas Gerais, através da iniciativa da educadora Ester Assumpção.  
A partir da sua criação, o Centro Especializado Nossa Senhora D’Assumpção foi a moradia de crianças e adolescentes com necessidades educativas especiais, transportados diariamente à Belo Horizonte para as atividades escolares no Instituto Pestalozzi e atendimentos na Clínica São José. Assim, para evitar o trajeto diário para outras instituições, Ester Assumpção passou a desenvolver as atividades escolares e atendimentos terapêuticos dentro do próprio CENSA, se tornando uma referência na educação especial no Brasil. 
Atualmente, o CENSA, tem centrado os seus trabalhos com o objetivo de atender terapeuticamente indivíduos com o diagnóstico de Retardo mental e outras comorbidades, como Autismo, Paralisia Cerebral, Síndromes Genéticas, disfunções neuro-motoras, alterações de comportamentos, deficiências visual e/ou auditiva. Além do funcionamento do setor escolar como Educação de jovens e adultos (EJA) com necessidades educativas especiais.

## Proposta de trabalho
O CENSA apresenta como proposta de trabalho atividades esportivas, escolaridade especial, oficina de artesanato, atividades recreativas e socializantes, teatro e iniciação musical.
Conta com a participação de uma equipe transdisciplinar de Clínica médica, Psiquiatria, Psicologia, Pedagogia, Nutricionista, Fisioterapia, Enfermagem, Farmácia e atendimento à familia.

## Modalidades de Atendimento
Atendimento Integral: 
24 horas com hospedagem, por tempo indeterminado.
Atendimentos diários: 
De 08:00 às 17:00, de segunda à sexta, exceto feriados e recessos.
Hospedagem periódica: 
Em finais de semana, férias ou de acordo com as necessidades da família.

## Ligações Externas
- CENSA Betim